# Saison 2013-2014 du Bayern Munich
Maillots
Chronologie
Saison précédente Saison suivante
La saison 2013-2014 est la 115e de l'histoire du Bayern Munich depuis sa création, cette saison est la 49e du club en Bundesliga.
Lors de la saison 2012-2013, le Bayern Munich a remporté un triplé historique dans l'histoire du football allemand en remportant le Championnat d'Allemagne de football, la Ligue des champions de l'UEFA et la DFB-Pokal. Le club bavarois a aussi battu plusieurs records en Bundesliga dont le plus grand nombre de points, le plus grand écart avec le deuxième, la meilleure différence de buts, champion le plus tôt, la meilleure défense, le nombre de défaites, plus grand nombre de points à l'extérieur et le plus grand nombre de victoires.
Cette saison 2013-2014, le Bayern Munich est engagé dans six compétitions officielles : le Championnat d'Allemagne de football, la Ligue des Champions, la DFB-Pokal, la Supercoupe d'Allemagne, la Supercoupe de l'UEFA et la Coupe du monde des clubs de la FIFA.
À la suite du départ de Jupp Heynckes, c'est l’entraîneur espagnol Pep Guardiola qui est nommé entraîneur pour trois saisons.

## Matchs amicaux / Pré saison
| Date            | Adversaire       | Division | Lieu                                       | Score | Buteurs |
| 29 juin 2013    | Fanclub-Wildenau | -        | Stade Sparda-Bank, Weiden in der Oberpfalz | 1-15  | Markoutz 10e, Müller 22e, Rankovic 30e, Weihrauch 50e, 61e, 65e, 79e, Kroos 51e, Green 54e, 76e, 77e, Weiser 59e, 88e, Ribéry 64e 69e |
| 30 juin 2013    | TSV Regen        | -        | Bayerwaldstadion, Regen                    | 1-9   | Müller 32e, Weihrauch 35e, 36e, Green 47e, 60e 80e, Can 62e, Schöpf 73e, Kroos 83e                                                    |
| 5 juillet 2013  | Paulaner XI      | -        | Stade Arco, Arco (Italie)                  | 13-0  | Can 13e, Markoutz 30e, Schöpf 46e, 80e, 83e, Shaqiri 53e, 60e, 86e, Højbjerg 59e, Pizzaro 63e 71e 89e, Rankovic 76e                   |
| 9 juillet 2013  | Brescia          | D2       | Stade Arco, Arco                           | 3-0   | Müller 23e, Kroos 32e, Kirchfoff 90e                                                                                                  |
| 13 juillet 2013 | Großaspach       | -        | Comtech Arena, Aspach                      | 6-0   | Shaqiri 25e, 30e, Kroos 40e, Robben 45e, Alaba 77e, Green 84e                                                                         |
| 14 juillet 2013 | Hansa Rostock    | 3.Liga   | DKB-Arena, Rostock                         | 4-0   | Lahm 20e, Ribéry 24e, Müller 75e, Mandžukić 88e                                                                                       |
| 11 août 2013    | Győri ETO FC     | D1       | ETO Park, Győr                             | 4-1   | Shaqiri 58e, 71e, Götze 62e, 90e |

### Telekom Cup
| Date            | Niveau compétition | Adversaire  | Lieu                                      | Score | Buteurs                                           |
| --------------- | ------------------ | ----------- | ----------------------------------------- | ----- | ------------------------------------------------- |
| 20 juillet 2013 | Demi finale        | Hambourg SV | Stadion im Borussia-Park, Mönchengladbach | 0-4   | Boateng 12e, Mandzukic 41e, Kroos 44e, Müller 52e |

| Date            | Niveau compétition | Adversaire               | Lieu                                      | Score | Buteurs                                                  |
| --------------- | ------------------ | ------------------------ | ----------------------------------------- | ----- | -------------------------------------------------------- |
| 21 juillet 2013 | Finale             | Borussia Mönchengladbach | Stadion im Borussia-Park, Mönchengladbach | 1-5   | Ribéry 17e, Lahm 22e, Thiago 26e, Robben 42e, Müller 60e |

### Uli Hoeness Cup
| Date            | Adversaire   | Lieu                  | Score | Buteurs                 |
| --------------- | ------------ | --------------------- | ----- | ----------------------- |
| 24 juillet 2013 | FC Barcelone | Allianz Arena, Munich | 2-0   | Lahm 14e, Mandžukić 87e |

### Audi Cup
| Date            | Niveau compétition | Adversaire              | Lieu                  | Score | Buteurs                   |
| --------------- | ------------------ | ----------------------- | --------------------- | ----- | ------------------------- |
| 31 juillet 2013 | Demi finale        | São Paulo Futebol Clube | Allianz Arena, Munich | 2-0   | Mandzukic 55e, Weiser 85e |

| Date          | Niveau compétition | Adversaire      | Lieu                  | Score | Buteurs                        |
| ------------- | ------------------ | --------------- | --------------------- | ----- | ------------------------------ |
| 1er août 2013 | Finale             | Manchester City | Allianz Arena, Munich | 2-1   | Müller 64e (pen.), Boateng 72e |

## Transferts

### Arrivées
| Joueur           | Pays      | Âge | Poste     | Type de transfert     | Durée        | Indemnité       | Période       | Provenance                        |
| ---------------- | --------- | --- | --------- | --------------------- | ------------ | --------------- | ------------- | --------------------------------- |
| Jan Kirchhoff    | Allemagne | 22  | Défenseur | Achat(Fin de contrat) | 3 ans (2016) | Gratuit         | Mercato d'été | 1. FSV Mayence 05 (Bundesliga)    |
| Mario Götze      | Allemagne | 21  | Milieu    | Achat                 | 4 ans (2017) | 37 millions d'€ | Mercato d'été | Borussia Dortmund (Bundesliga)    |
| Mitchell Weiser  | Allemagne | 19  | Milieu    | Retour de prêt        | 3 ans (2016) | -               | Mercato d'été | 1. FC Kaiserslautern (Bundesliga) |
| Thiago Alcantara | Espagne   | -   | Milieu    | Achat                 | 4 ans (2017) | 25 millions d'€ | Mercato d'été | FC Barcelone (Liga BBVA)          |

### Départs
| Joueur                | Pays       | Âge | Poste     | Type de transfert | Durée        | Indemnité       | Période       | Destination                                                  |
| --------------------- | ---------- | --- | --------- | ----------------- | ------------ | --------------- | ------------- | ------------------------------------------------------------ |
| Nils Petersen         | Allemagne  | 25  | Attaquant | Vente             | 4 ans(2017)  | 3 millions d'€  | Mercato d'été | Werder Brême (Bundesliga)                                    |
| Anatoli Timochtchouk  | Ukraine    | 34  | Milieu    | Fin de contrat    | -            | Gratuit         | Mercato d'été | Zénith Saint-Pétersbourg (Championnat de Russie de football) |
| Maximilian Riedmüller | Allemagne  | 25  | Gardien   | Libre             | -            | -               | Mercato d'été | Holstein Kiel (Regionalliga Nord)                            |
| Dale Jennings         | Angleterre | 20  | Milieu    | Vente             | 3 ans (2016) | 250 000 €       | Mercato d'été | Barnsley FC (Football League Championship)                   |
| Mario Gómez           | Allemagne  | 27  | Attaquant | Vente             | 4 ans (2017) | 20 millions d'€ | Mercato d'été | ACF Fiorentina (Serie A)                                     |
| Emre Can              | Allemagne  | 19  | Milieu    | Vente             | 4 ans (2017) | Non révélé      | Mercato d'été | Bayer Leverkusen (Bundesliga)                                |
| Luiz Gustavo          | Brésil     | 26  | Milieu    | Vente             | 5 ans (2018) | 15 millions d'€ | Mercato d'été | VfL Wolfsbourg (Bundesliga)                                  |

## Championnat d'Allemagne de football 2013-2014

### Bundesliga
| Date       | J.  | Adversaire               | Lieu                                    | Score | Buteurs                                                    |
| ---------- | --- | ------------------------ | --------------------------------------- | ----- | ---------------------------------------------------------- |
| 09/08/2013 | 1re | Borussia Mönchengladbach | Allianz Arena, Munich                   | 3-1   | Robben 12e, Mandzukic 15e, Alaba 69e (pen.)                |
| 17/08/2013 | 2e  | Eintracht Francfort      | Commerzbank-Arena, Francfort            | 0-1   | Mandžukić 13e                                              |
| 24/08/2013 | 3e  | 1. FC Nuremberg          | Allianz Arena, Munich                   | 2-0   | Ribéry 69e, Robben 78e                                     |
| 27/08/2013 | 4e  | SC Fribourg              | Mage Solar Stadion, Fribourg-en-Brisgau | 1-1   | Shaqiri 34e                                                |
| 14/09/2013 | 5e  | Hanovre 96               | Allianz Arena, Munich                   | 2-0   | Mandžukić 51e, Ribéry 64e                                  |
| 21/09/2013 | 6e  | Schalke 04               | Veltins-Arena, Gelsenkirchen            | 0-4   | Schweinsteiger 21e, Mandžukić 22e, Ribéry 75e, Pizarro 84e |
| 28/09/2013 | 7e  | VfL Wolfsbourg           | Allianz Arena, Munich                   | 1-0   | Muller 63e                                                 |
| 05/10/2013 | 8e  | Bayer Leverkusen         | BayArena, Leverkusen                    | 1-1   | Kroos 30e                                                  |
| 19/10/2013 | 9e  | 1. FSV Mayence 05        | Allianz Arena, Munich                   | 4-1   | Robben 50e, Müller 52e, 82e (pen.), Mandzukic 69e          |
| 26/10/2013 | 10e | Hertha BSC Berlin        | Allianz Arena, Munich                   | 3-2   | Mandzukic 30e, 51e, Götze 54e                              |
| 02/11/2013 | 11e | TSG 1899 Hoffenheim      | Rhein-Neckar-Arena, Sinsheim            | 1-2   | Mandzukic 30e, Müller 75e                                  |
| 09/11/2013 | 12e | FC Augsbourg             | Allianz Arena, Munich                   | 3-0   | Boateng 4e, Ribéry 42e, Müller 90e (pen.)                  |
| 23/11/2013 | 13e | Borussia Dortmund        | Signal Iduna Park, Dortmund             | 0-3   | Götze 66e, Robben 85e, Müller 87e                          |
| 30/11/2013 | 14e | Eintracht Brunswick      | Allianz Arena, Munich                   | 2-0   |                                                            |
| 07/12/2013 | 15e | Werder Brême             | Weserstadion, Brême                     | 0-7   |                                                            |
| 14/12/2013 | 16e | Hambourg SV              | Allianz Arena, Munich                   | 3-1   |                                                            |
| reporter   | 17e | VfB Stuttgart            | Mercedes-Benz Arena, Stuttgart          | 1-2   |                                                            |
| 25/01/2014 | 18e | Borussia M'gladbach      | Borussia-Park, Mönchengladbach          | 0-2   |                                                            |
| 01/02/2014 | 19e | Eintracht Francfort      | Allianz Arena, Munich                   | 5-0   |                                                            |
| 08/02/2014 | 20e | 1. FC Nuremberg          | Stade de Nuremberg, Nuremberg           | 0-2   |                                                            |
| 15/02/2014 | 21e | SC Fribourg              | Allianz Arena, Munich                   | 4-0   |                                                            |
| 22/02/2014 | 22e | Hanovre 96               | AWD-Arena, Hanovre                      | 0-4   |                                                            |
| 01/03/2014 | 23e | Schalke 04               | Allianz Arena, Munich                   | 5-1   |                                                            |
| 08/03/2014 | 24e | VfL Wolfsbourg           | Volkswagen-Arena, Wolfsbourg            | 1-6   |                                                            |
| 15/03/2014 | 25e | Bayer Leverkusen         | Allianz Arena, Munich                   | 2-0   |                                                            |
| 22/03/2014 | 26e | 1. FSV Mayence 05        | Coface Arena, Mayence                   | 0-2   |                                                            |
| 26/03/2014 | 27e | Hertha BSC Berlin        | Stade olympique de Berlin, Berlin       | 1-3   |                                                            |
| 29/03/2014 | 28e | 1899 Hoffenheim          | Allianz Arena, Munich                   | 3-3   |                                                            |
| 05/04/2014 | 29e | FC Augsbourg             | SGL arena, Augsbourg                    | 1-0   |                                                            |
| 12/04/2014 | 30e | Borussia Dortmund        | Allianz Arena, Munich                   | 0-3   |                                                            |
| 19/04/2014 | 31e | Eintracht Brunswick      | Eintracht-Stadion, Brunswick            | 0-2   |                                                            |
| 26/04/2014 | 32e | Werder Brême             | Allianz Arena, Munich                   | 5-2   |                                                            |
| 03/05/2014 | 33e | Hambourg SV              | Imtech Arena, Hambourg                  | 1-4   |                                                            |
| 10/05/2014 | 34e | VfB Stuttgart            | Allianz Arena, Munich                   | 1-0   |                                                            |

### Ligue des Champions

#### Phase de Groupes
| Rang | Équipe          | Pts | J | G | N | P | Bp | Bc | Diff |  | Résultats (▼ dom., ► ext.) | Drapeau de l'Allemagne | Drapeau de la Russie | Drapeau de l'Angleterre | Drapeau de la Tchécoslovaquie |
| ---- | --------------- | --- | - | - | - | - | -- | -- | ---- |  | -------------------------- | ---------------------- | -------------------- | ----------------------- | ----------------------------- |
| 1    | Bayern Munich   | 6   | 2 | 2 | 0 | 0 | 6  | 1  | +5   |  | Bayern Munich              |                        | 3-0                  | -                       | -                             |
| 2    | Manchester City | 3   | 2 | 1 | 0 | 1 | 4  | 3  | +1   |  | Manchester City            | 1-3                    |                      | -                       | -                             |
| 3    | CSKA Moscou     | 3   | 2 | 1 | 0 | 1 | 3  | 5  | -2   |  | CSKA Moscou                | -                      | -                    |                         | 3-1                           |
| 4    | Viktoria Plzeň  | 0   | 2 | 0 | 0 | 2 | 2  | 6  | -4   |  | Viktoria Plzeň             | -                      | -                    | 0-3                     |                               |

| 1re journée                 | Bayern Munich                         | 3-0   | CSKA Moscou | Allianz Arena, Munich                            |                                                  |
| 17 septembre 2013 20h45 CET | Alaba 4e · Mandžukić 41e · Robben 68e | (2-0) | -           | Spectateurs : 68 000 Arbitrage : Gianluca Rocchi | Spectateurs : 68 000 Arbitrage : Gianluca Rocchi |
| 17 septembre 2013 20h45 CET | Rapport                               |       |             | Spectateurs : 68 000 Arbitrage : Gianluca Rocchi | Spectateurs : 68 000 Arbitrage : Gianluca Rocchi |

| 2e journée               | Manchester City | 1-3   | Bayern Munich                       | Etihad Stadium, Manchester                     |                                                |
| 2 octobre 2013 20h45 CET | Negredo 79e     | (0-1) | Ribéry 7e · Müller 56e · Robben 59e | Spectateurs : 45 021 Arbitrage : Björn Kuipers | Spectateurs : 45 021 Arbitrage : Björn Kuipers |
| 2 octobre 2013 20h45 CET | Rapport         |       |                                     | Spectateurs : 45 021 Arbitrage : Björn Kuipers | Spectateurs : 45 021 Arbitrage : Björn Kuipers |

| 3e journée                | Bayern Munich                                                       | 5-0   | FC Viktoria Plzeň | Allianz Arena, Munich                       |                                             |
| 23 octobre 2013 20h45 CET | Ribéry 25e (pen.), 61e · Alaba 37e · Schweinsteiger 64e · Götze 90e | (2-0) | -                 | Spectateurs : 68 000 Arbitrage : Alan Kelly | Spectateurs : 68 000 Arbitrage : Alan Kelly |
| 23 octobre 2013 20h45 CET | Rapport                                                             |       |                   | Spectateurs : 68 000 Arbitrage : Alan Kelly | Spectateurs : 68 000 Arbitrage : Alan Kelly |

| 4e journée                | FC Viktoria Plzeň | 0-1   | Bayern Munich | Štruncovy Sady Stadión, Plzeň                        |                                                      |
| 5 novembre 2013 20h45 CET | -                 | (0-0) | Mandžukić 65e | Spectateurs : 11 360 Arbitrage : Antonio Mateu Lahoz | Spectateurs : 11 360 Arbitrage : Antonio Mateu Lahoz |
| 5 novembre 2013 20h45 CET | Rapport           |       |               | Spectateurs : 11 360 Arbitrage : Antonio Mateu Lahoz | Spectateurs : 11 360 Arbitrage : Antonio Mateu Lahoz |

| 5e journée                 | CSKA Moscou | 1 -2  | Bayern Munich                        | Arena Khimki, Moscou          |                               |
| 27 novembre 2012 18h00 CET | Honda       | (0-1) | Robben 17e, Götze 56e, Modèle:Müller | Spectateurs : - Arbitrage : - | Spectateurs : - Arbitrage : - |
| 27 novembre 2012 18h00 CET | -           |       |                                      | Spectateurs : - Arbitrage : - | Spectateurs : - Arbitrage : - |

| 6e journée                 | Bayern Munich | 2-3   | Manchester City | Allianz Arena, Munich         |                               |
| 10 décembre 2012 20h45 CET | -             | (2-1) | -               | Spectateurs : - Arbitrage : - | Spectateurs : - Arbitrage : - |
| 10 décembre 2012 20h45 CET | -             |       |                 | Spectateurs : - Arbitrage : - | Spectateurs : - Arbitrage : - |

## Compétitions officielles

### DFL Supercup 2013
| Finale                      | Bayern Munich | 2-4 | Borussia Dortmund | Signal Iduna Park, Dortmund |                          |
| 27 juillet 2013 20h30 (CET) |               |     |                   | Arbitrage : Jochen Drees    | Arbitrage : Jochen Drees |

Pour son premier match officiel, Pep Guardiola affronte les grands rivaux du club bavarois, le Borussia Dortmund, en DFL Supercup 2013. Privé de certains piliers de l'équipe, dont Ribéry et Neuer, le technicien Espagnol va devoir composer face à une équipe du BVB qui a soif de revanche après la défaite 2-1 en finale de la Ligue des champions et qui se montrera supérieur dans beaucoup de compartiments du jeu dont l'attaque (4 buts encaissés). Le coach du Bayern Munich essaye d'imposer un jeu en passes et offensif avec une équipe qui se déplace en blocs (comme le style qu'il avait rendu légendaire au FC Barcelone) se fera vite surprendre dès la 5e minute par l’intermédiaire de Reus après une grossière faute de mains du gardien Tom Starke. La rencontre va prendre un rythme fou dès la reprise et plus particulièrement a la 55e minute, où Robben relance le Bayern, mais, dans la foulée du but, c'est Daniel Van Buyten contre son camp qui redonne l'avantage à Dortmund. Celle-ci joue en contre et à la 57e, c'est Ilkay Gündogan qui marque d'une subtile frappe enroulée petit filet opposé, Tom Starke ne peut rien. C'est à l’orgueil que le Bayern, grâce à Arjen Robben réduit l'écart après un centre de Philipp Lahm a la 64e minute. À la 87e minute c'est la nouvelle recrue du Borussia, Pierre-Emerick Aubameyang qui surgit, esseulé sur le côté droit et adresse une petite passe pour Reus qui signe ainsi un doublé.

### DFB-Pokal 2013-2014
| 1er tour                | Bayern Munich                                   | 5-0 | BSV Schwarz-Weiß Rehden | osnatel ARENA, Osnabrück |               |
| 5 août 2013 20h30 (CET) | Shaqiri 18e · Müller 45e, 59e, 64e · Robben 88e |     |                         | Arbitrage : -            | Arbitrage : - |

| 2e tour                       | Bayern Munich                              | 4-1 | Hanovre 96 | Allianz Arena, Munich |               |
| 25 septembre 2013 20h30 (CET) | Müller 17e, 64e · Pizarro 27e · Ribéry 78e |     | Konan 37e  | Arbitrage : -         | Arbitrage : - |

| 1/16 ème de finale          | FC Augsburg | - | Bayern Munich | SGL arena, Augsbourg |               |
| 3 décembre 2013 20h30 (CET) | -           |   | -             | Arbitrage : -        | Arbitrage : - |

### Supercoupe de l'UEFA 2013
| Finale                   | Bayern Munich                           | 2 - 2           | Chelsea FC                                   | Synot Tip Aréna, Prague        |                                |
| 30 août 2013 20h45 (CET) | Ribéry 48e · Javi Martínez 120+1e       | (0 - 1)         | Torres 9e · Hazard 93e                       | Arbitrage : Erlendur Eiriksson | Arbitrage : Erlendur Eiriksson |
| 30 août 2013 20h45 (CET) | Alaba · Kroos · Lahm · Ribéry · Shaqiri | Tirs au but 5-4 | David Luiz · Oscar · Lampard · Cole · Lukaku | Arbitrage : Erlendur Eiriksson | Arbitrage : Erlendur Eiriksson |

### Coupe du monde des clubs de la FIFA 2013
| Demi Finale                  | Bayern Munich | 3-0 | Guangzhou Evergrande | Stade Adrar, Agadir, Maroc |               |
| 17 décembre 2013 19h30 (CET) |               |     |                      | Arbitrage : -              | Arbitrage : - |

| Finale                   | Bayern Munich | 2-0 | Raja Club Athletic | Stade de Marrakech, Marrakech, Maroc |               |
| 21 décembre 2013 - (CET) |               |     |                    | Arbitrage : -                        | Arbitrage : - |

## Statistiques individuelles

### Buteurs (toutes compétitions)
(mise à jour après le match Augsburg 3-0 Bayern, le 10 novembre 2013)
| Rang  | Joueur                 | Bundesliga | DFB-Pokal | Ligue des champions | Total |
| ----- | ---------------------- | ---------- | --------- | ------------------- | ----- |
| 1     | Thomas Müller          | 5          | 5         | 1                   | 11    |
| 2     | Mario Mandžukić        | 8          | 0         | 2                   | 10    |
| 3     | Franck Ribéry          | 4          | 1         | 3                   | 8     |
| 4     | Arjen Robben           | 3          | 1         | 2                   | 6     |
| 5     | David Alaba            | 1          | 0         | 2                   | 3     |
| 6     | Bastian Schweinsteiger | 1          | 0         | 1                   | 2     |
| 7     | Xherdan Shaqiri        | 1          | 1         | 0                   | 2     |
| 8     | Mario Götze            | 1          | 0         | 1                   | 2     |
| 9     | Claudio Pizarro        | 1          | 1         | 0                   | 2     |
| 10    | Toni Kroos             | 1          | 0         | 0                   | 1     |
| 11    | Jérôme Boateng         | 1          | 0         | 0                   | 1     |
| Total | Total                  | 27         | 9         | 12                  | 48    |